# Metodo di May-Grunwald e Giemsa
La colorazione May-Grunwald Giemsa è una colorazione differenziale per differenziare i globuli rossi e i leucociti. 
In questa colorazione si usano gli stessi coloranti della colorazione di Wright, ma con tempi e concentrazioni diverse.
I coloranti acidi, presenti in questa colorazione, colorano la parte basica della cellula, mentre i coloranti basici colorano la parte acida.
È molto utile per l'osservazione di alcune patologie dei globuli rossi. 
È una colorazione panottica.

## Composizione May-Grunwald
Il May-Grunwald è una miscela di due coloranti: eosina e blu di metilene. Il primo comporterà una colorazione rosa/rossa, il secondo comporterà una colorazione blu/viola.

## Composizione Giemsa
Anche il Giemsa è una miscela di due coloranti: eosina e Azur II. Il primo comporterà una colorazione rosa/rossa, il secondo comporterà una colorazione azzurra/grigia.
I coloranti May-Grunwald e Giemsa non si sciolgono in alcol etilico ma in acqua.

## Colorazione Primaria
Nel primo passaggio della colorazione primaria, si usa un vetrino con lo striscio di sangue e il colorante May-Grunwald puro. Bisogna contare le gocce di colorante che servono a ricoprire interamente il vetrino e si attende per 2 minuti. In questo passaggio, la colorazione non avviene perché non sono presenti gli ioni, ma avviene il fissaggio delle cellule del sangue perché vengono disidratate grazie all'alcol metilico presente nel colorante. 
Passati i 2 minuti, si aggiunge l'acqua con lo stesso numero di gocce di prima per 2 minuti (secondo passaggio) infatti avremo il colorante May-Grunwald più il 50% di acqua. In seguito si scola il colorante rimasto.

## Colorazione Secondaria
In questa parte di colorazione si usa il colorante Giemsa diluito 1:10 con acqua e si tiene distribuito sul vetrino per 10 minuti; questo serve per la differenziazione delle cellule. Trascorso questo tempo si lava con acqua e si lascia asciugare.

## Come si presentano le cellule dopo la colorazione
I globuli rossi appaiono rosa grazie all'affinità dell'emoglobina per l'eosina.
I neutrofili che fanno parte dei granulociti avranno il nucleo blu/viola, i basofili hanno il nucleo nascosto dai granuli che sono stati colorati di blu, gli eosinofili presenteranno dei granuli di colore rosa determinato dalla presenza nei granuli della proteina basica maggiore.
I linfociti che fanno parte degli agranulociti, presentano un nucleo molto grande di colore blu, i monociti sono i più grandi di tutti e presentano un nucleo blu.